# Liste des maires de Condom
Cet article dresse une liste par ordre de mandat des maires de Condom.

## Liste des maires
| Période                                  | Période        | Identité                   | Étiquette           | Qualité                                                                                       |
| ---------------------------------------- | -------------- | -------------------------- | ------------------- | --------------------------------------------------------------------------------------------- |
| 1790                                     |                | M. de Noaillan de Lamezan  |                     |                                                                                               |
| 1791                                     |                | M. Louit                   |                     |                                                                                               |
| 1800                                     |                | Antoine Bonnamy            | Progressiste        |                                                                                               |
| 1812                                     |                | M. de Cugnac               |                     |                                                                                               |
| 1818                                     |                | M. Bézian                  |                     |                                                                                               |
| Les données manquantes sont à compléter. |                |                            |                     |                                                                                               |
| 1827                                     |                | M. de Peyrecave            |                     |                                                                                               |
| 1831                                     |                | M. Sautiron                |                     |                                                                                               |
| 1833                                     |                | M. Petit                   |                     |                                                                                               |
| 1848                                     |                | Gabriel Lassere            |                     |                                                                                               |
| 1850                                     |                | M. Dubarry                 |                     |                                                                                               |
| Les données manquantes sont à compléter. |                |                            |                     |                                                                                               |
| 1852                                     |                | M. Duvignau                |                     |                                                                                               |
| 1853                                     |                | M. Petit                   |                     |                                                                                               |
| 1859                                     |                | Marius-Baptiste de Péraldi | Droite Bonapartiste | Conseiller général de Condom                                                                  |
| 1871                                     | 1871           | M. Lamothe                 |                     |                                                                                               |
| 1871                                     | 1871           | M. de Cugnac               |                     |                                                                                               |
| 1871                                     |                | Marius-Baptiste de Péraldi | Droite Bonapartiste | Conseiller général de Condom                                                                  |
| 1874                                     |                | Gustave Lasserre           |                     |                                                                                               |
| 1875                                     |                | M. Lacroix                 |                     |                                                                                               |
| 1881                                     |                | M. Labbé                   |                     |                                                                                               |
| Les données manquantes sont à compléter. |                |                            |                     |                                                                                               |
| 1885                                     |                | M. Lacroix                 |                     |                                                                                               |
| 1892                                     |                | Alexandre Laterrade        | Républicain         | Conseiller général de Condom                                                                  |
| 1893                                     |                | Arthur Naples              | Républicain         |                                                                                               |
| Les données manquantes sont à compléter. |                |                            |                     |                                                                                               |
| 1896                                     |                | Frédéric Boué              | Républicain         | Avocat Conseiller général de Condom                                                           |
| 1897                                     |                | Alexandre Laterrade        | Républicain         | Conseiller général de Condom                                                                  |
| 1900                                     |                | M. Larnaude                |                     |                                                                                               |
| 1908                                     | 1929           | Étienne Naples             | Radical             | Conseiller général de Condom Député                                                           |
| 1929                                     | 1935           | M. Dujardin                | Radical             |                                                                                               |
| 1935                                     | 1940           | Étienne Naples             | Radical             | Conseiller général de Condom                                                                  |
| Les données manquantes sont à compléter. |                |                            |                     |                                                                                               |
| 1942                                     | 1944           | M. Janneau                 |                     |                                                                                               |
| 1944                                     | 1946           | M. Castéra                 |                     |                                                                                               |
| 1946                                     | 1964           | Léonce Lestage,            | Radical             | Vétérinaire Conseiller général de Condom                                                      |
| 1964                                     | 1983           | Abel Abeillé               | SFIO puis PS        | Conseiller général de Condom                                                                  |
| 1983                                     | 1989           | Jean Dubos                 | RPR                 | Conseiller général de Condom                                                                  |
| 1989                                     | 1995           | Jacques Moisan             | PS                  |                                                                                               |
| 1995                                     | 2008           | Gérard Dubrac              | DL puis UMP         | Pharmacien Président de la CC de la Ténarèze Conseiller général de Condom Député (2002-2007)  |
| 2008                                     | 28 mars 2014   | Bernard Gallardo           | PS                  | Conseiller municipal (2014-2015)                                                              |
| 28 mars 2014                             | 3 juillet 2020 | Gérard Dubrac              | UMP puis LR         | Pharmacien Président de la CC de la Ténarèze Conseiller régional d'Occitanie                  |
| 4 juillet 2020                           | En cours       | Jean-François Rousse       | DVD puis Horizons   | Directeur des Ressources Humaines, Vice-Président de la Communauté de Communes de la Ténarèze |